# Hjalmar Johansson (konstnär)
Karl Hjalmar Verner Johansson, född 23 september 1898 i Arnäs församling i Västernorrlands län, död 13 oktober 1959 i Skarpnäcks församling i Stockholm, var en svensk målare och tecknare.
Hjalmar Johansson var son till sulfitarbetaren John Johansson och Karin Nordin samt från 1942 gift med Mathilda Johansson. Efter avslutad skolgång arbetade han fram till 27 års ålder som industriarbetare i Hörnefors. Han övergick därefter till konstnärlig verksamhet och studerade konst vid Grünewalds målarskola under de första åren på 1940-talet och företog därefter studieresor till de nordiska länderna. Separat ställde han bland annat ut i Umeå, Hörnefors, Lycksele samt på De ungas salong i Stockholm. Han medverkade i samlingsutställningar med Västerbottens konstförening. 
Hans konst består vid sidan av porträtt och vinterskildringar av realistiska observationsskildringar från det norrländska landskapet och arbetslivet. Det är motiv med rallare, vedhuggare, foror och lastageplatser. Han arbetade huvudsakligen med teckning i kol, blyerts och krita men han utförde även en del arbeten i olja, pastell, akvarell samt litografi.